# Entourage et relations de Léonard de Vinci
L'entourage et relations de Léonard de Vinci désigne les différents cercles de connaissances de Léonard de Vinci, qu'elles soient familiales, amicales, confraternelles ou professionnelles.

## Famille
Léonard de Vinci est le fruit d’une relation amoureuse illégitime entre Messer Piero Fruosino di Antonio da Vinci, notaire âgé de 25 ans et descendant d’une famille de notaires, et une jeune femme de 22 ans dont on ne connaît que le prénom, Caterina. L'existence de cette dernière est connue par de rares documents de l'époque notamment à travers une déclaration faite par le grand-père paternel de Léonard à l'État florentin le 28 février 1458 en vue de l'établissement de son impôt. Des recherches conduites depuis 2017 sur les documents communaux et paroissiaux ou sur les registres fiscaux tendent à l'identifier à Caterina di Meo Lippi, fille de petits cultivateurs, née en 1436 et orpheline à l’âge de 14 ans,. Les souvenirs d'enfance relatés par Léonard adulte permettent de comprendre qu'il se considère comme un enfant de l'amour. Il écrit ainsi à son propos : « Si le coït se fait avec grand amour et grand désir l'un de l'autre, alors l'enfant sera de grande intelligence et plein d'esprit, de vivacité et de grâce ».
Après la naissance de Léonard, son père, Ser Piero da Vinci, épouse la jeune fille d'un riche cordonnier de Florence, âgée de 16 ans, Albiera degli Amadori, mais elle meurt très jeune en couches, en 1464. Ser Piero se marie quatre autres fois. Des deux derniers mariages naissent ses dix frères et deux sœurs légitimes. Léonard semble entretenir de bonnes relations avec ses belles-mères successives : ainsi Albiera porte une affection particulière sur l'enfant. De même, qualifie-t-il dans une note la dernière femme de son père, Lucrezia Guglielmo Cortigiani, de « chère et douce mère »,.
Sa mère, quant à elle, se marie rapidement après la naissance de Léonard avec un fermier et chaufournier local ami de la famille de Vinci, Antonio di Piero del Vaccha dit « Accattabriga (bagarreur) ». Il semble que Léonard soit resté auprès d'elle le temps du sevrage — soit environ 18 mois —. Il ne la perdra jamais de vue puisqu'il se peut qu'elle finisse sa vie chez lui : il note ainsi en 1493, dans ses documents d’imposition, prendre à sa charge, chez lui, une femme nommée Caterina qui mourra en 1495 ou 1496,.
Malgré sa bâtardise, Léonard est immédiatement aimé par son grand-père paternel, Antonio da Vinci : l'enfant lui est ainsi confié après son sevrage et il y passe les quatre années suivantes en compagnie notamment de son oncle Francesco. De même, sa grand-mère Lucia di ser Piero di Zoso est très proche de lui : céramiste, elle est peut-être la personne qui l'initie aux arts. Ce sont donc plutôt son oncle Francesco de 15 ans son aîné et ses grands-parents paternels qui assurent son éducation jusqu'à son adolescence.

## Entourage professionnel

### Maître

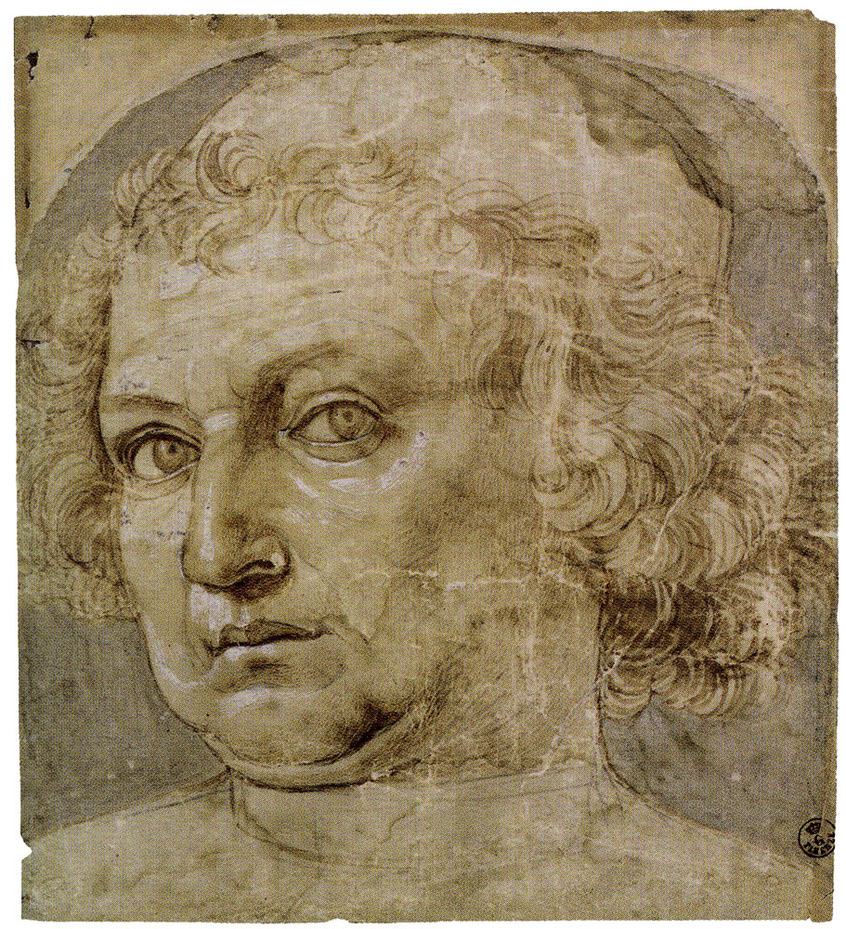
Andrea del Verrocchio au moment où Léonard est son élève (Andrea del Castagno, vers 1470, Florence, galerie des Offices, Cabinet des dessins et des estampes).

Léonard commence son apprentissage avec Andrea del Verrocchio en 1466. Avec Antonio Pollaiuolo et le sculpteur Mino da Fiesole, celui-ci fait partie des artistes les plus renommés de la génération précédant celle de Léonard. La jeunesse de Léonard se déroule dans une maison de Florence ornée des œuvres de ces artistes et par les contemporains de Donatello, Masaccio — dont les fresques figuratives et réalistes sont imprégnées d'émotion — et Lorenzo Ghiberti, dont la Porte du Paradis montre la complexité des compositions, alliant travaux architecturaux et soin des détails. Piero della Francesca a fait une étude détaillée de la perspective et sera le premier peintre à faire une étude scientifique de la lumière. Ces études et les traités de Leone Battista Alberti doivent avoir un effet profond sur les jeunes artistes et, en particulier, sur les propres observations de Léonard,,. Dès ses débuts, Léonard montre l'étendue de son talent puisque son maître — comme le rapporte l'historien de l'art et biographe Giorgio Vasari — se serait arrêté de peindre, considérant que son élève le surpassait. Verrocchio semble être un maître bon et humain, menant son atelier collégialement au point que de nombreux élèves, comme Léonard ou Botticelli, restent encore chez lui plusieurs années après leur apprentissage. 

### Membres de son atelier
Léonard établit, rapidement après son arrivée à Milan, sa propre bottega au sein duquel évoluent des collaborateurs comme Ambrogio de Predis ou Giovanni Antonio Boltraffio, et des élèves comme Marco d'Oggiono, Francesco Napoletano puis, plus tard, Salai.

#### Élèves
Deux élèves se distinguent particulièrement parmi les élèves de Léonard : Salai et Francesco Melzi représentent le même profil de jeune homme particulièrement beau et à travers la relation desquels beaucoup, dès le XVIe siècle, voient une confirmation de son homosexualité,.
Le 22 juillet 1490, dans une note écrite dans un carnet consacré à l'étude de la lumière qui lui tient lieu de journal de bord Léonard indique recueillir dans son atelier un jeune enfant de dix ans, Gian Giacomo Caprotti, en échange d'une somme de quelques florins donnée à son père. Salai est décrit par Giorgio Vasari comme « un gracieux et beau jeune homme avec des cheveux fins et bouclés, en lequel Léonard était grandement ravi ». Rapidement, l'enfant accumule les méfaits. Ainsi Léonard note-t-il à son propos : « Voleur, menteur, têtu, glouton » ; dès lors l'enfant gagne le surnom de Salai issu de la contraction de l'italien Sala[d]ino signifiant « petit diable ». Pour autant, le maître lui voue une grande affection et n'imagine pas s'en séparer,. De même, le jeune homme est volontiers décrit comme un artiste médiocre. Il exécute un certain nombre de tableaux sous le nom d'« Andrea Salai », mais, bien que Giorgio Vasari prétende que Léonard « lui a appris beaucoup de choses sur la peinture », son travail est généralement considéré comme étant de moindre valeur artistique que celui des autres élèves de Léonard, comme Marco d'Oggiono ou Giovanni Antonio Boltraffio. En 1515, il peint une version nue de La Joconde, dite « Monna Vanna ». À sa mort en 1525, la Joconde appartenant à Salai a été évaluée à cinq cent cinq lires, ce qui est une valeur exceptionnellement élevée pour un portrait de petite taille.
En 1506, Léonard prend comme élève Francesco Melzi, âgé de 15 ans, fils d'un aristocrate lombard. Melzi devient le compagnon de vie de Léonard et il est considéré comme son élève favori. Il se rend en France avec Léonard et Salai : il restera un élève fidèle jusqu'à la fin de sa vie, un ami, son exécuteur testamentaire et son héritier.
Sont à noter enfin particulièrement Giovanni Antonio Boltraffio et Marco d'Oggiono qui rejoignent l'atelier de Léonard lorsqu'il est de retour à Milan, mais de nombreux autres élèves moins connus tels que Bernardino de Conti, Francesco Napoletano ou encore Andrea Solario sont aussi présents,.

Quelques élèves
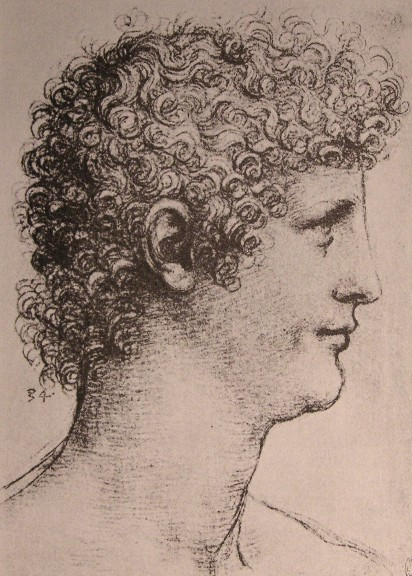
Salai, l'élève indiscipliné recueilli à 10 ans par Léonard, restera avec lui jusqu'à la fin.
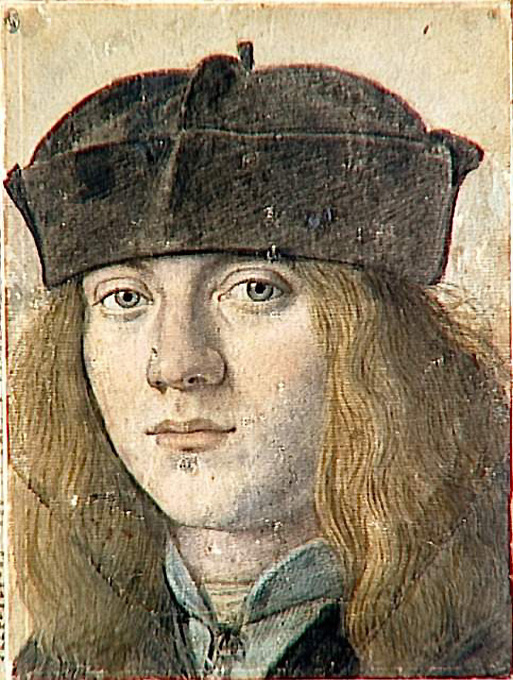
Francesco Melzi, à la fois son élève, son ami et son exécuteur testamentaire
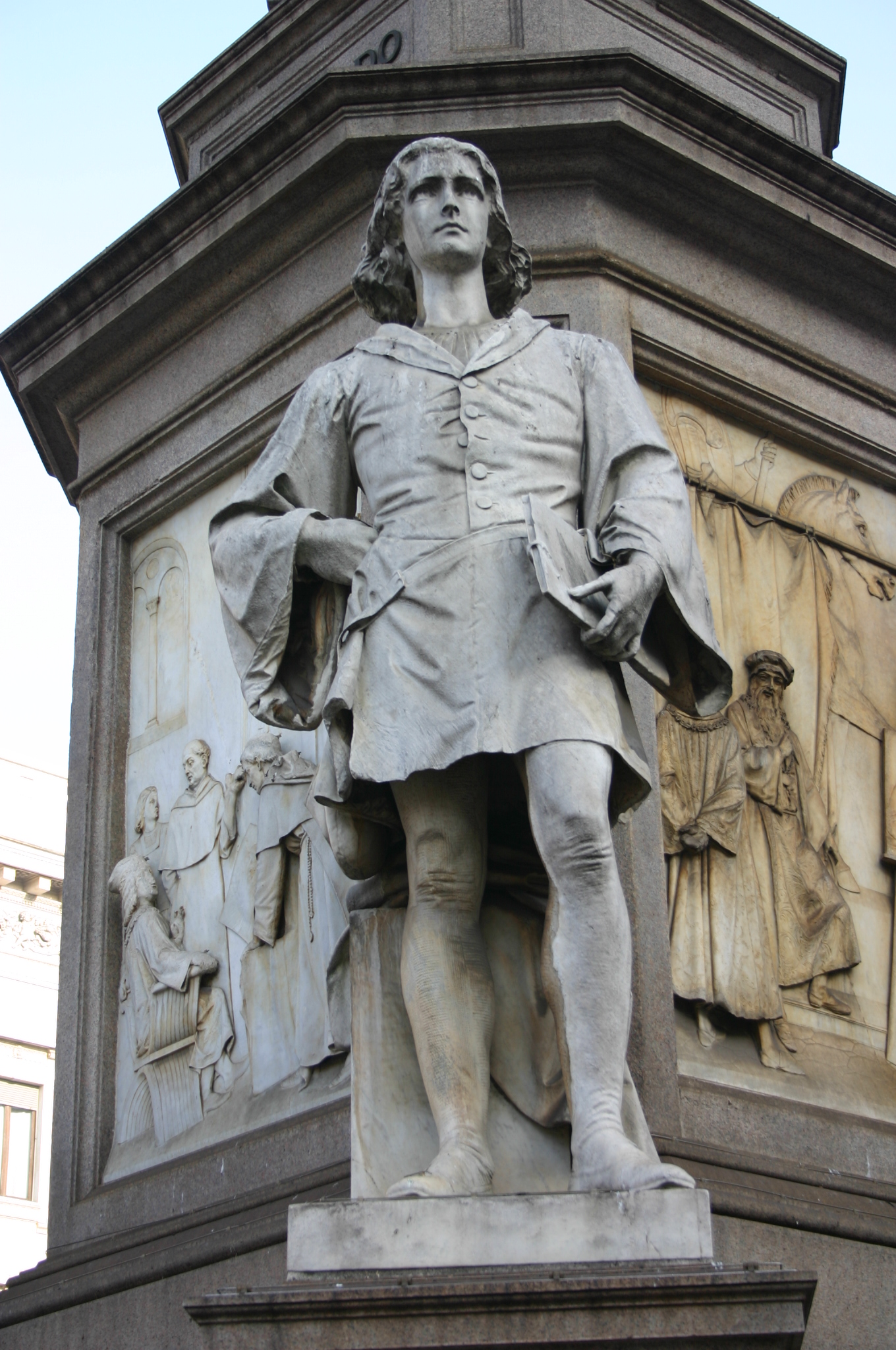
Marco d'Oggiono.

#### Assistants

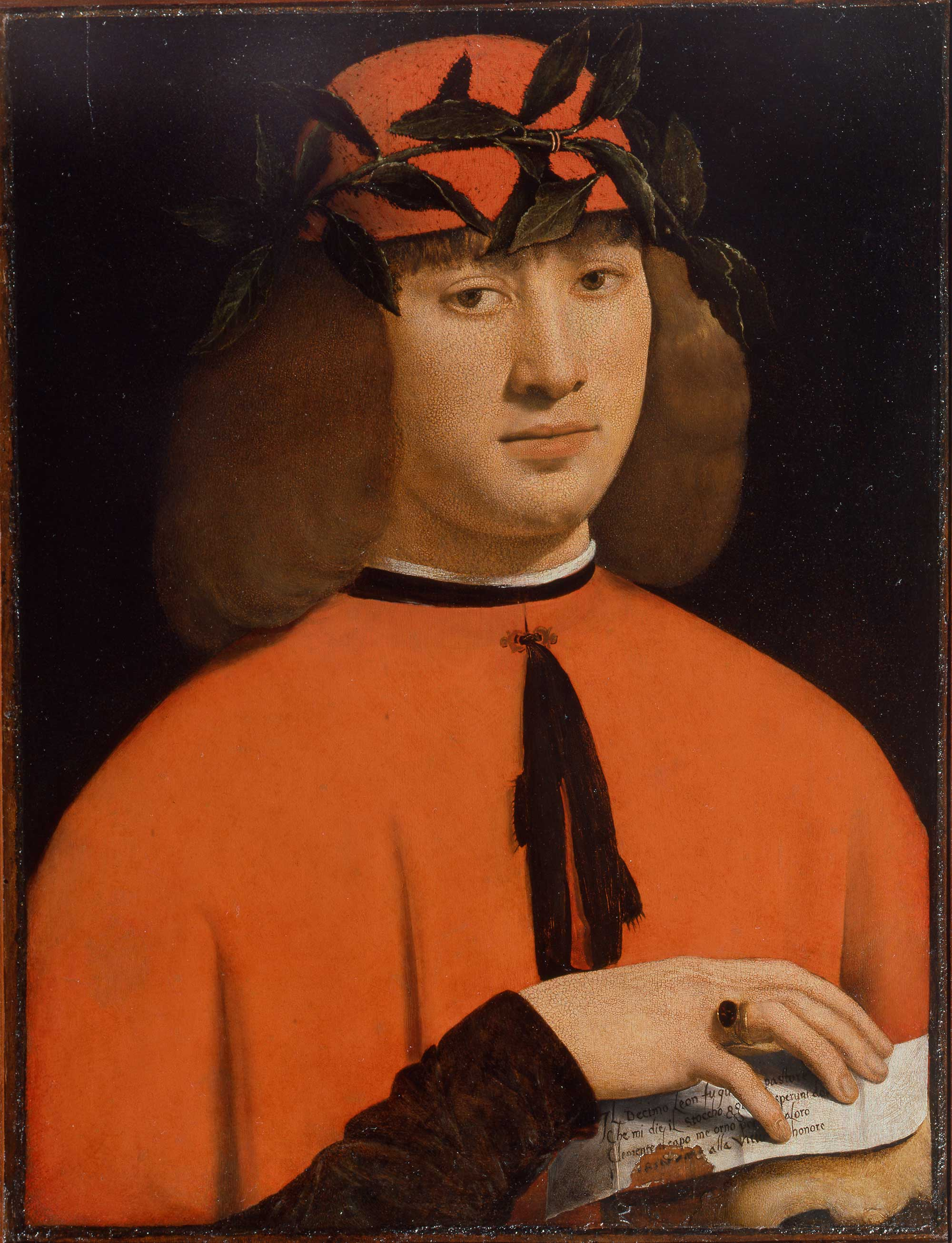
Giovanni Antonio Boltraffio.

Giovanni Ambrogio de Predis est introduit dans l'atelier de léonard alors qu'il est déjà un peintre déjà installé. Bien introduit dans la cour de Milan, c'est lui qui permet à Léonard de se faire connaître de l'aristocratie locale. Leur relation est fructueuse puisque Léonard reçoit, dès avril 1483 et conjointement avec les frères de Predis, commande d'un tableau par une confrérie locale ; il s'agit de La Vierge aux rochers, destiné à orner un retable pour la décoration d'une chapelle récemment construite au sein de l'église Saint-François-Majeur. Marque de reconnaissance de son statut, il est le seul des trois artistes à porter le titre de « maître » dans le contrat. Léonard peut ainsi établir, rapidement après son arrivée à Milan, sa propre bottega.
Les deux peintres sont gagnants dans cette collaboration : grâce à son entregent, Ambrogio permet à Léonard de se faire connaître de l'aristocratie locale, et Léonard lui apporte son expérience artistique. À ce titre, Ambrogio est le collaborateur de l'atelier de Léonard de Vinci, et non son assistant ou son élève : en témoigne le fait que, dans un brouillon de courrier qu'il désire adresser à Ludovic le More pour la rétribution de travaux conduits par son atelier, Léonard ne mentionne pas de Predis comme personne à sa charge (en frais de nourriture et de logement en particulier) alors qu'il travaille pour lui à cette époque,. La proximité entre les deux peintres apparaît particulièrement dans le fait que des notes de la main d'Ambrogio de Predis se trouvent dans les carnets du maître, notamment dans des pages du Codex Atlanticus d'environ 1506. La collaboration est telle qu'il est parfois difficile de distinguer son travail de celui du maître, dont il reprend volontiers les procédés, si ce n'est que le peintre florentin possède une plus grande maîtrise technique. Les deux peintres entretiennent pendant une vingtaine d'années une relation de collaboration et, à l'occasion, de concurrence.

### Protecteurs et commanditaires
De son adolescence jusqu'à 1482, Léonard œuvre à Florence, alors dirigée par Laurent de Médicis et son jeune frère Julien, tué lors de la conjuration des Pazzi en 1478,. C'est par l'intermédiaire des Médicis que Léonard fait la connaissance d'anciens philosophes humanistes dont Marsile Ficin, partisan du néoplatonisme, et Cristoforo Landino, auteur de commentaires sur les écrits classiques. Jean Pic de la Mirandole est également associé à l'académie des Médicis,. Léonard écrit plus tard, dans la marge d'un journal : « Les Médicis m’ont fait et les Médicis m’ont détruit » ; mais le sens de ce commentaire reste discuté.
Ludovic Sforza, duc de Milan quand Léonard s'installe dans cette ville en 1482, est son deuxième protecteur : les raisons pour lesquelles le maître rejoint Ludovic le More restent obscures. Certainement trouve-t-il l'atmosphère autour de Ludovic Sforza plus propice à la création artistique, ce dernier voulant faire de la cité dont il vient de prendre la tête l'« Athènes de l'Italie ».
À la chute du More en 1499, Louis XII prend langue avec Léonard, intéressé par ses travaux, : il lui propose de devenir son peintre officiel, devient son protecteur à cette époque à sa cour mais le peintre semble ne réaliser pour lui aucune œuvre.
Au printemps 1502, alors qu'il travaille pour Louis XII et pour le marquis de Mantoue François II, il est appelé au service de César Borgia dit « le Valentinois » qu'il avait rencontré en 1499 à Milan et en qui il pense trouver un nouveau protecteur. Celui-ci le nomme le 18 août 1502 « architecte et ingénieur général » ayant tout pouvoir pour inspecter les villes et forteresses de ses domaines. Entre le printemps 1502 et, au plus tard, février 1503, il parcourt ainsi la Toscane, les Marches, l'Émilie-Romagne, et l'Ombrie. Inspectant les territoires nouvellement conquis, il lève des plans et dessine des cartes, remplissant ses carnets de ses multiples observations, cartes, croquis de travail et copies d'ouvrages consultés dans les bibliothèques des villes qu'il traverse. Malgré ce titre d'ingénieur dont il avait rêvé, il quitte finalement César Borgia sans que l'on ne connaisse les raisons de cette décision : prémonition de la chute prochaine du Condottiere ? Propositions des autorités florentines ? Ou aversion pour les crimes de son protecteur ? Quoi qu'il en soit, Léonard s'affranchit du Valentinois au printemps 1503.
Le 17 mars 1516 marque un tournant dans sa vie puisque Julien de Médicis, malade depuis longtemps, meurt, le laissant sans protecteur immédiat. Constatant le manque d'intérêt d'un quelconque puissant italien, Léonard choisit de répondre aux sollicitation du roi nouvellement monté sur le trône de France, François Ier, et de s'installer dans le pays qui le réclame depuis longtemps. Les chercheurs se demandent volontiers ce que peut chercher le roi François Ier chez ce vieil homme au bras droit paralysé, qui ne peint ni ne sculpte plus et qui a mis de côté ses recherches scientifiques et techniques : Peut-être le roi aime-t-il tout simplement converser avec lui et se satisfait-il de sa présence prestigieuse à sa cour.

Quelques-uns des plus célèbres protecteurs de Léonard de Vinci
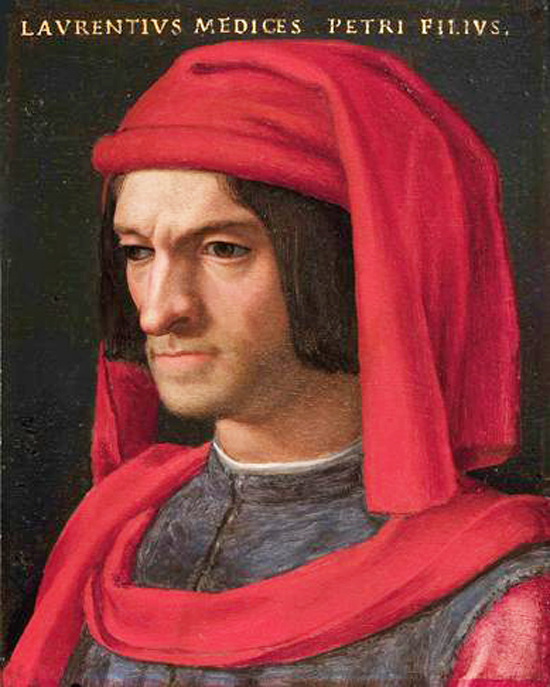
Laurent de Médicis, le premier protecteur du maître alors qu'il se trouve à Florence (1464-1482).
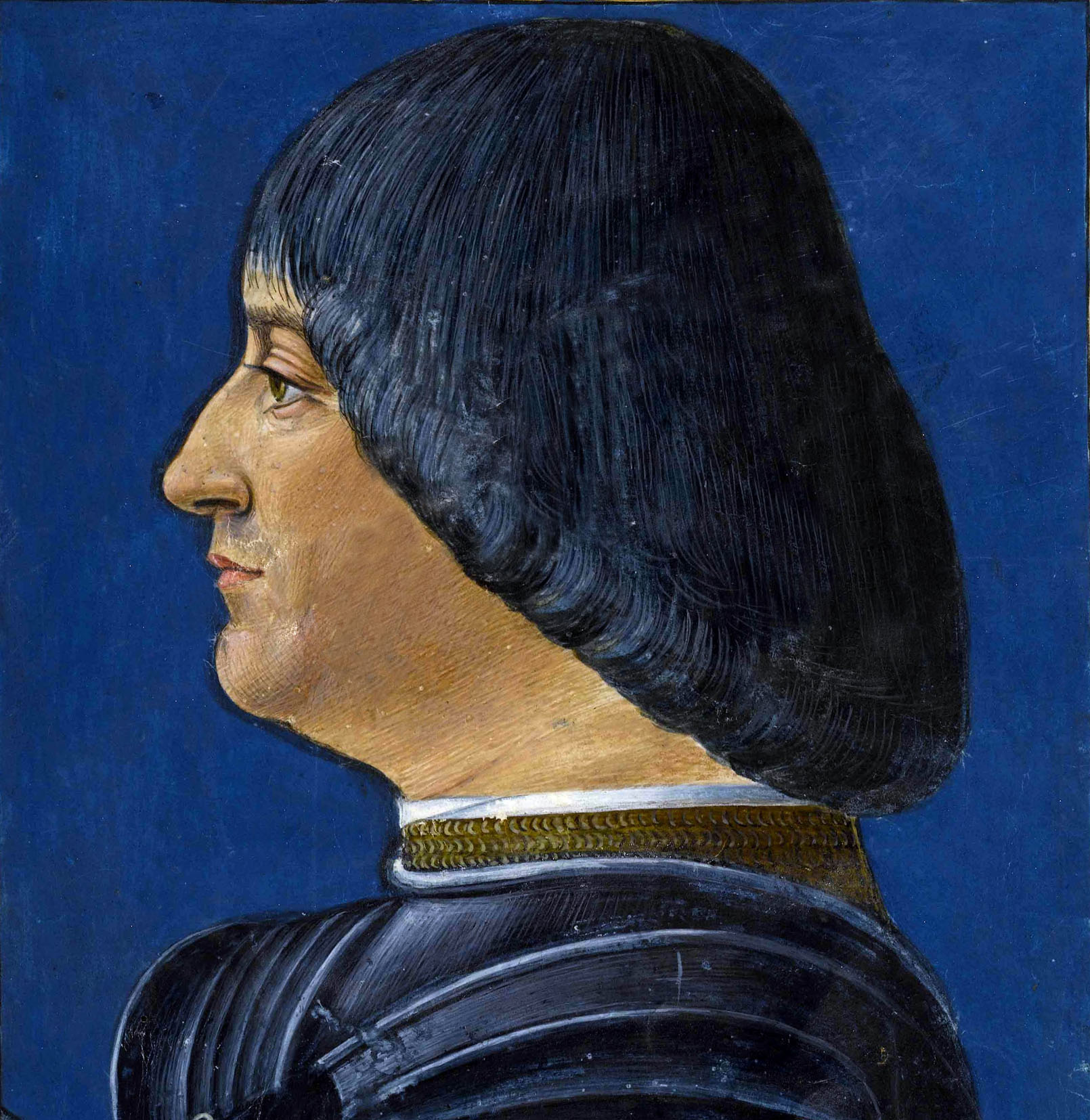
Ludovic Sforza, le protecteur du séjour milanais (1482-1499).
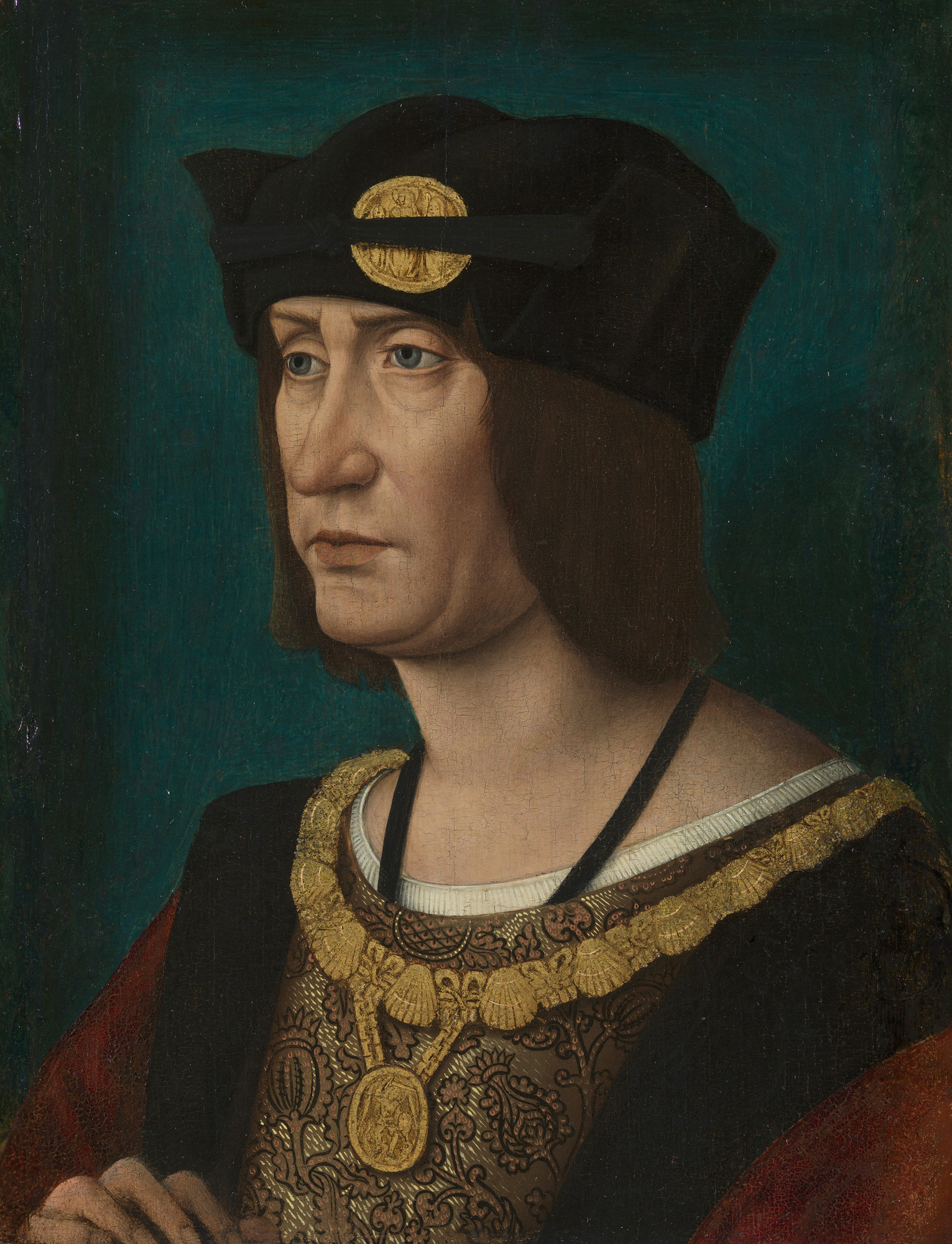
Très tôt, au tournant du XVIe siècle, Louis XII en fait son peintre.
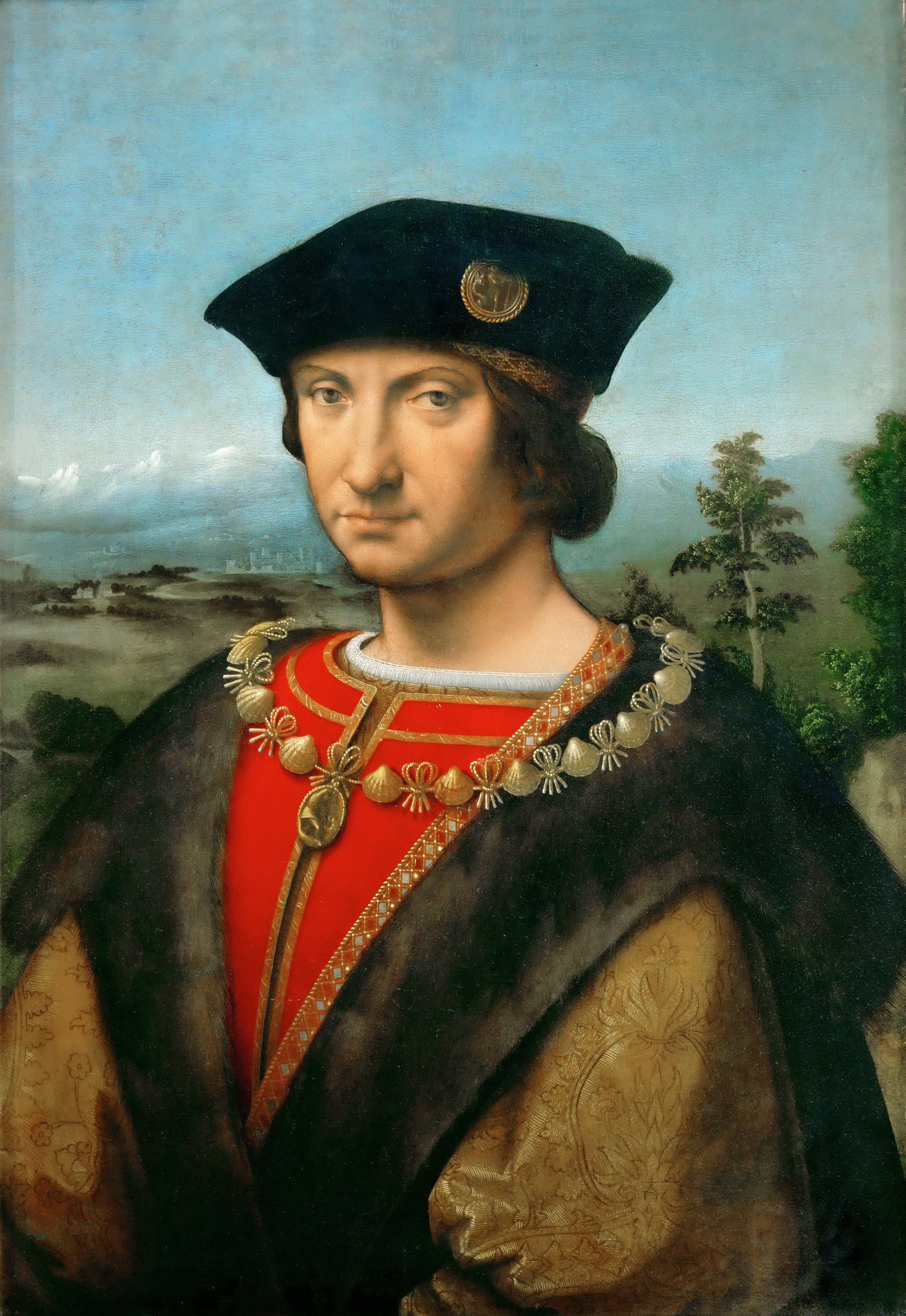
Le ministre de Louis XII Charles d'Amboise, un fervent admirateur du peintre.
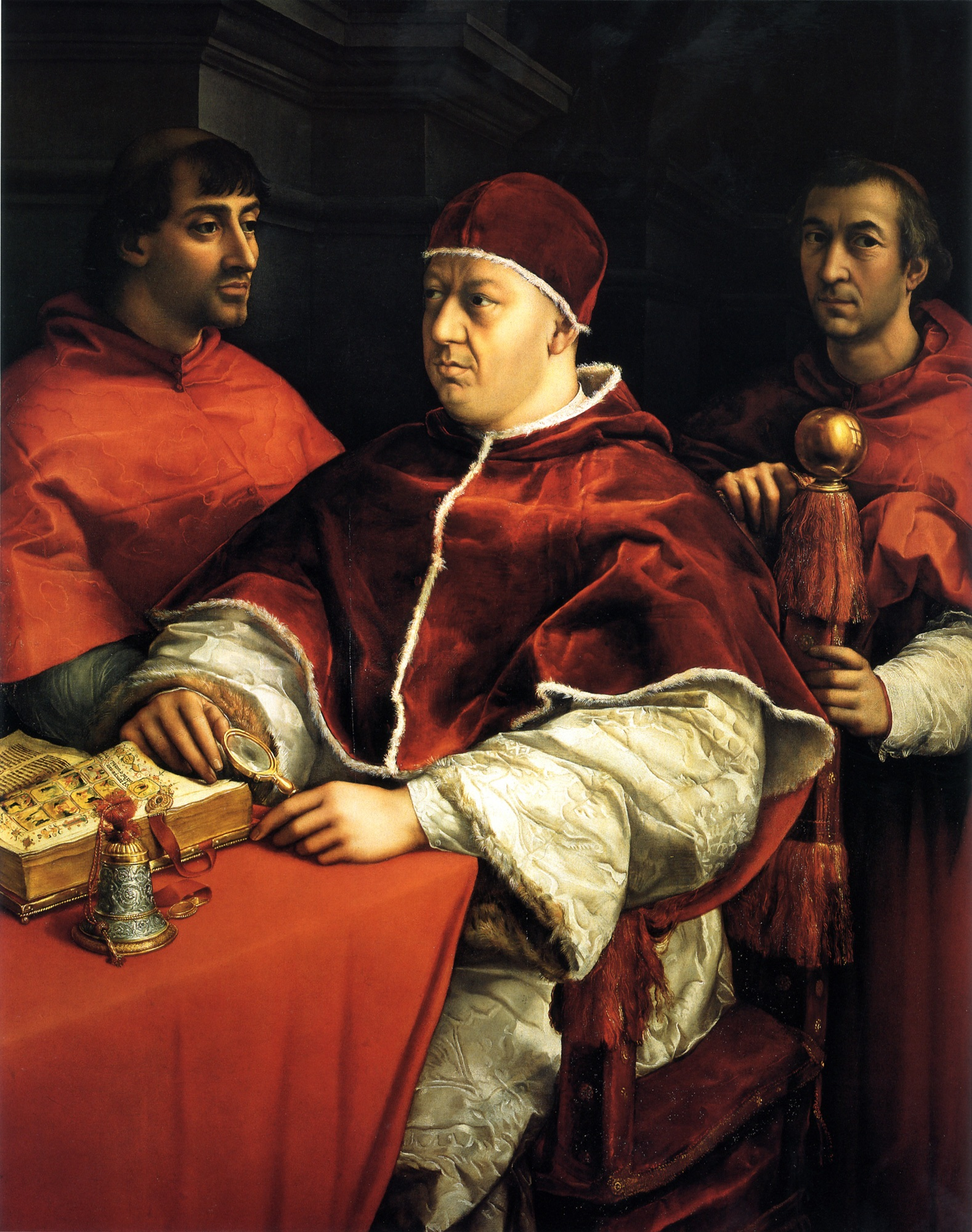
Le Pape Léon X invite Léonard à travailler à Rome (1514-1516).
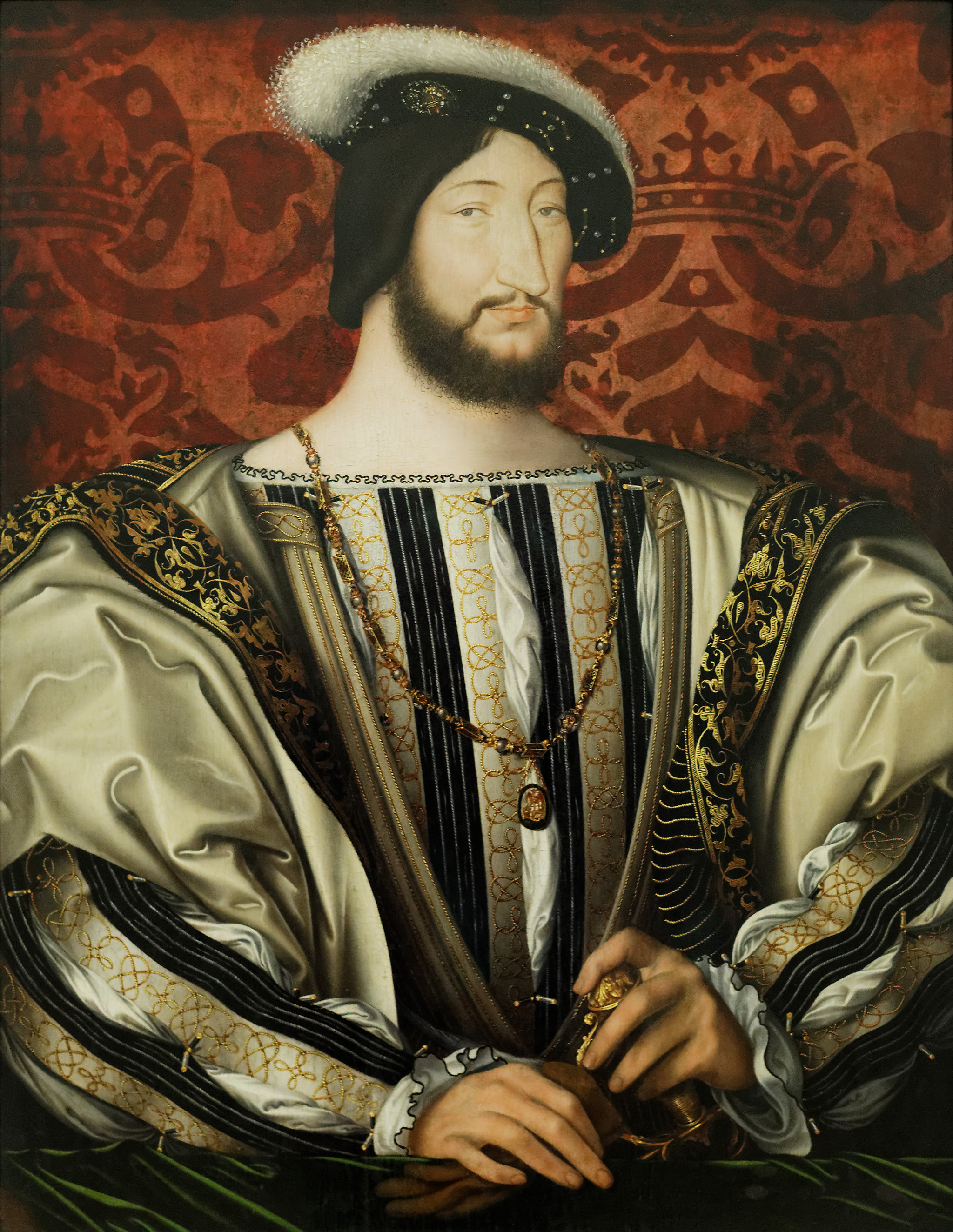
François Ier, le dernier protecteur de Léonard et que la légende a fait mourir dans ses bras.

## Relations avec des artistes contemporains
Bien que l'on cite ensemble les trois « géants » de la haute Renaissance, Léonard de Vinci, Michel-Ange et Raphaël ne sont pas de la même génération. Léonard a 23 ans quand nait Michel-Ange et 31 ans à la naissance de Raphaël. Raphaël mourra en 1520, une année après de Vinci et Michel-Ange vivra encore quarante-cinq ans,. Dans la  bottega de Verrocchio réunissant maîtres et élèves, Léonard a pour condisciples Lorenzo di Credi, Sandro Botticelli, Le Pérugin et Domenico Ghirlandaio.
Michel-Ange et lui se rencontrent certainement au tournant du XVIe siècle, lorsqu'il fait partie du comité devant décider de l’emplacement du David du sculpteur. Michel-Ange lui a toujours été hostile et l'Anonimo Gaddiano rapporte que les relations entre les deux hommes — qui ont conscience de leur génie — s'enveniment lorsqu'ils travaillent sur les parois opposées de la même salle du Grand Conseil (appelée de nos jours « Salle des Cinq-Cents ») située dans le Palazzo Vecchio à Florence, entre 1503 à 1505, l'un pour la La Bataille d'Anghiari occupera une grande partie du temps et des réflexions du maître pour les années et l'autre pour La Bataille de Cascina,. Malgré cette rivalité affichée, il apparaît que le jeune artiste influence fortement Léonard (l'inverse étant moins vrai), en témoignent les études de corps masculins musculeux, lui qui répugnait ces « nus austères sans grâce, qui ressemblent davantage à un sac de noix qu'à des figures humaines ». C'est ainsi très certainement sous l’influence du travail de Michel-Ange, et en particulier son David, que Léonard intensifie ses études sur l’anatomie humaine.
Bien qu'il ait trente ans de moins que le maître, Raphaël nourrit une vivre admiration pour son devancier et sa réputation de peintre novateur capable de résultats extraordinaires. Il décide ainsi de se rendre à Florence pour admirer, entre autres, sa Bataille d'Anghiari. L'influence de Léonard, de sa manière de lier les figures dans des compositions harmoniques caractérisées par des motifs géométriques, et de son sfumato, est l'une des composantes fondamentales du langage de Raphaël, même si elle est retravaillée avec des résultats complètement différents.

Deux artistes contemporains de Léonard de Vinci
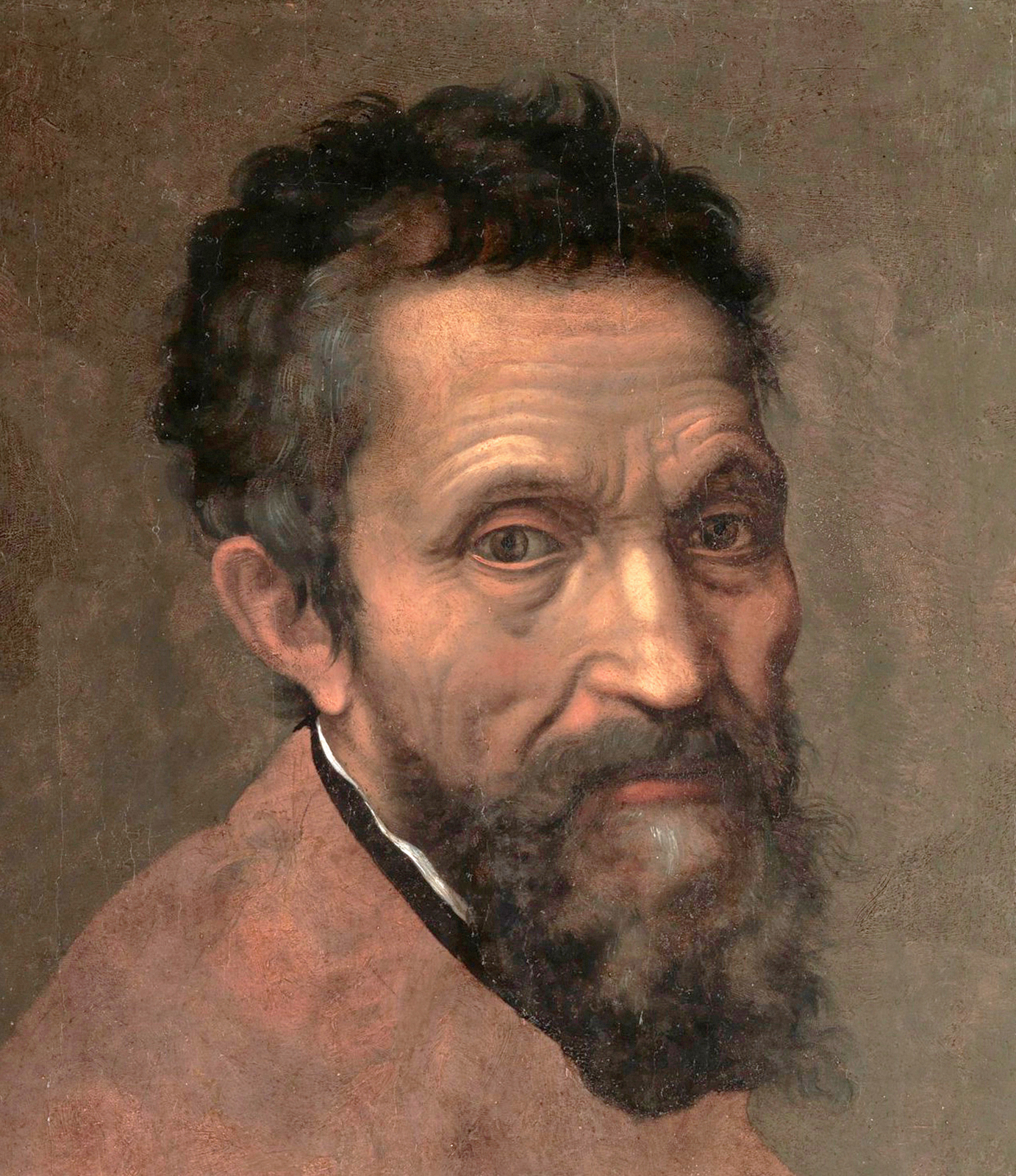
Michel-Ange (portrait de 1545), le grand rival de Léonard.
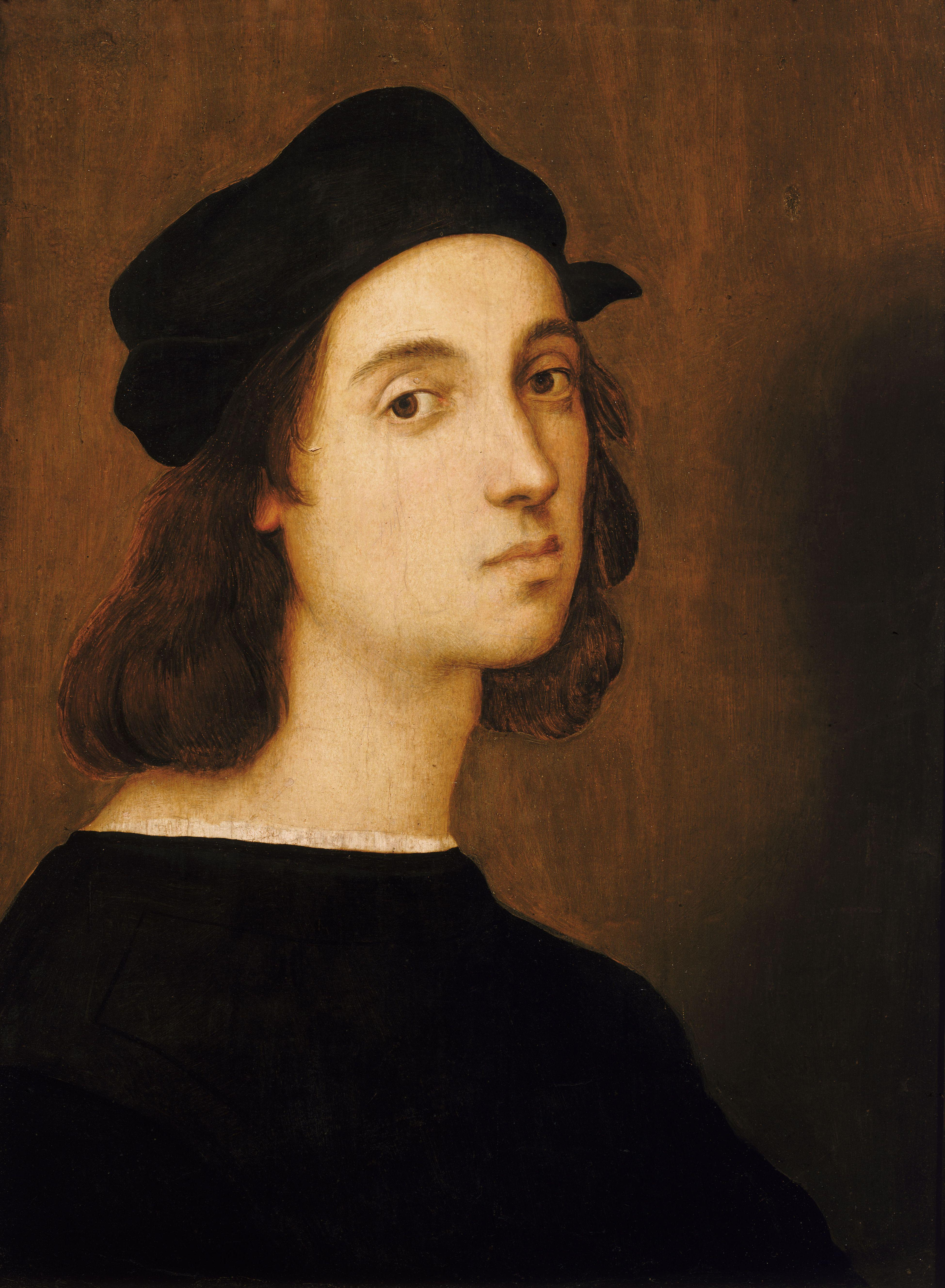
Autoportrait de Raphaël, entre 1504 et 1506.